# Dorudontinae
Sous-famille
Les Dorudontinae sont une sous-famille de baleines fossiles de la famille des Basilosauridae et un sous-groupe invalide des Basilosauridae selon Paleobiology Database en 2023.

## Classification
La sous-famille des Dorudontinae a été décrite en 1923 par Miller. Ces espèces ont vécu à la fin de l’Éocène, il y a environ entre −43,3 et −33,9 Ma.

## Liste des sous-familles, genres et espèces
- Sous-famille Dorudontinae
  - Genre Ancalecetus Gingerich & Uhen, 1996
    - Ancalecetus simonsi Gingerich & Uhen, 1996

  - Genre Chrysocetus Uhen & Gingerich, 2001
    - Chrysocetus fouadassii Gingerich & Zouhri, 2015
    - Chrysocetus healyorum Uhen & Gingerich, 2001

  - Genre Cynthiacetus Uhen, 2005
    - Cynthiacetus maxwelli Uhen, 2005
    - Cynthiacetus peruvianus Martinez-Cáceres & Muizon, 2011

  - Genre Dorudon Gibbes, 1845
    - Dorudon atrox Andrews, 1906
    - Dorudon serratus Gibbes, 1845

  - Genre Masracetus Gingerich, 2007
    - Masracetus markgrafi Gingerich, 2007

  - Genre Saghacetus Gingerich, 1992
    - Saghacetus osiris (Dames, 1894)

  - Genre Stromerius Gingerich, 2007
    - Stromerius nidensis Gingerich, 2007

  - Genre Zygorhiza True, 1908
    - Zygorhiza kochii (Carus, 1847)

### Publication originale
- (en), G. S. Miller, « The telescoping of the cetacean skull », Smithsonian Miscellaneous Collections, 1923, vol. 76, n. 5, p. 1-70 (lire en ligne).